# Alfred Schläppi
Alfred Schläppi (Leysin, 30 de enero de 1898-Leysin, 20 de mayo de 1975) fue un deportista suizo que compitió en bobsleigh. Participó en los Juegos Olímpicos de Chamonix 1924, obteniendo una medalla de oro en la prueba cuádruple.

## Palmarés internacional
| Juegos Olímpicos | Juegos Olímpicos   | Juegos Olímpicos | Juegos Olímpicos |
| Año              | Lugar              | Medalla          | Prueba           |
| ---------------- | ------------------ | ---------------- | ---------------- |
| 1924             | Chamonix (Francia) | Medalla de oro   | Cuádruple        |